# Anne Brusselmans
Pour les articles homonymes, voir Brusselmans.
Anne Brusselmans, née Magnée, à Ayeneux en province de Liège, le 3 avril 1905 et morte en 1993 à Gainesville, en Géorgie, est une résistante de la Seconde Guerre mondiale qui fut membre de plusieurs réseaux de renseignement dès 1940 et qui fut une agente du réseau Comète qui permit l'exfiltration d'une centaine d'aviateurs alliés hébergés par ses soins via ses sous-réseaux ou pour un tiers d'entre eux, directement chez elle, à son domicile, au 127 de la chaussée d'Ixelles. En juin 1943, avec l'aide de Micheline Dumon elle contribue grandement à remettre sur pied le réseau après l'arrestation de Frédéric De Jongh, Paul.

## Éléments biographiques
Anne Joséphine Magnée nait à Ayeneux en province de Liège en 1905 d'une mère anglaise et d'un père belge. Elle épouse Julien Brusselmans qui est employé communal. Le couple habite l'appartement au-dessus de la Compagnie du Gaz à Bruxelles. Ils ont deux enfants, Yvonne et Jacques.

### Seconde Guerre mondiale
Le 10 mai 1940, la Belgique est envahie. La famille est réveillée par le vrombissement des avions de l'armée allemande qui survolent la capitale.

#### L'exode
Julien et Anne Brusselmans et leurs enfants doivent quitter la ville. La Croix-Rouge de Belgique leur demande de convoyer des fonds à déposer à la banque à Courtrai et des médicaments à destination d'Ostende. Ils reçoivent un ordre de mission et une ambulance leur est confiée. La gestion de l'hôpital de campagne de Westende installé à l'Hôtel Palace est confiée à Julien mais ce dernier doit renoncer au poste en raison du fait que les hommes âgés de 35 à 45 ans doivent, sur ordre du Gouvernement belge, rallier Narbonne dans le Sud de la France. La famille est contrainte à l'exode en France.
Un convoi de cinq ambulances conduites par des ambulancières volontaires américaines arrive à l'hôpital. Elles demandent le chemin vers la France, ils sont étonnés de recevoir une réponse en anglais, langue maternelle d'Anne Brusselmans. Celle-ci explique leur situation et leur demande s'ils peuvent intégrer le convoi, ce qui est accepté. La frontière franco-belge est fermée depuis deux jours mais les douaniers laissent passer les ambulances. Ils logent un temps à proximité de Saint-Pol où habitent les parents d'Anne mais doivent se remettre en chemin. Plus aucun train ne circule vers Paris. Anne obtient pour sa famille de pouvoir accompagner un convoi militaire britannique faisant route vers Boulogne pensant pouvoir, de là, prendre un train pour Paris.
Ils sont contraint de loger à Boulogne durant plusieurs jours et d'y voir arriver l'armée allemande. Yvonne et Jacques sont tous deux malades, si bien qu'ils ne peuvent être évacués par les allemands qui tolèrent encore leur présence à Boulogne-sur-Mer bien que l'ensemble des civils aient été prié de quitter le territoire dans les 24 heures. Le 14 juin 1940, la famille peut enfin monter à bord d'un convoi de six ambulances belges qui les emmène à La Panne et de là, traversant de multiples difficultés (la plupart des ponts ont été détruits), ils parviennent à regagner Bruxelles.

#### Entrée en résistance
Le pasteur protestant, Mathieu Schyns,, investi dans la résistance, vient un jour frapper à la porte des Brusselmans, non pour s'enquérir de la santé des enfants, il a une mission à confier à Anne et à son mari, s'ils acceptent. Il s'agit, dans un premier temps, de trouver des vêtements civils, de pourvoir au ravitaillement malgré la mise en place du rationnement partout en territoire occupé de dizaines d'aviateurs alliés dissimulés dans des familles d'hébergement. En outre, en octobre 1940, le pasteur sollicite à nouveau l'aide d'Anne pour traduire des émission clandestines de la BBC pour pouvoir informer les Belges via la presse clandestine. En juillet 1941, le Pasteur Schyns se présente à nouveau au domicile des Brusselmans. Il est accompagné par le Major Leo Gierse qui leur demande s'ils accepteraient de devenir une safe house du Réseau Comète qui est en train de se constituer. Anne accepte volontiers et son mari également,. C'est à cette époque qu'ils hébergent leurs deux premiers pilotes britanniques, Jack Hutton et Len Warburton,.
En septembre 1941, Julien part pour deux semaines dans le sud de la Belgique pour travailler dans une ferme durant son congé. Il se rend dès qu'il le peut en France pour s'enquérir de ce qu'il est administrativement nécessaire pour franchir la Somme, il faut impérativement disposer d'un schein, un laisser-passer, qui peut certes être contrefait mais Julien préfère alors explorer différents potentiels points de passage,.
En avril 1942, après que plusieurs agents du réseau aient du être à leur tour exfiltrés, Anne renoue le contact avec Andrée Dumon qui est passeuse internationale pour le réseau et assure la liaison Bruxelles-Paris en train et sa maman, Marie Plessix, l'épouse d'Eugène Dumon. Le réseau est désormais bien rôdé et la famille Brusselmans enchaine les hébergements d'aviateurs alliés.
Lucile Solvay, la baronne Robert Hankar, qui habite à La Hulpe, finance largement le réseau et soutient activement l'activité de la famille Brusselmans. Fin juillet 1942, Julien se rend à nouveau sur la Somme, il veut être certain de pouvoir assurer la jonction si jamais il y avait des arrestations à Bruxelles. Le 10 août 1942, Andrée au retour de Paris explique à Anne son inquiétude, à Paris, elle et son groupe ont été suivis depuis la descente du train par des agents de la Gestapo. Elle est parvenue à les semer mais il faut être très prudent. Le 11 août au matin, Anne téléphone chez les Dumon pour voir comment vont les choses. C'est la Geheime Feldpolizei qui lui répond. La famille Dumon, trahie par un agent retourné du réseau a été arrêtée à l'exception de Micheline, Michou, absente à ce moment et de la toute jeune Francine,.

#### Agent de renseignement et d'action

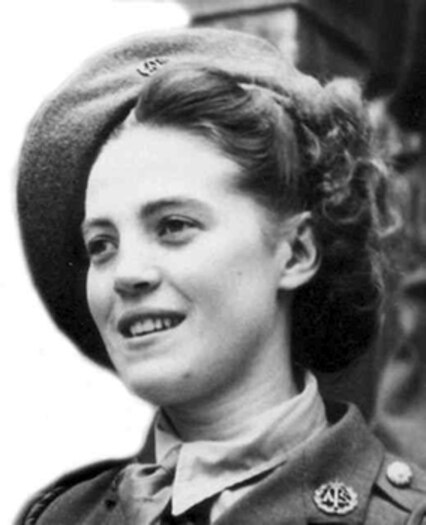
Micheline Dumon, Michou, en 1945.

Anne ayant perdu ses contacts avec Comète, renoue alors le contact avec René Ponty membre du Réseau Portemine. Ils conviennent d'un rendez-vous en ville. Elle portera un œillet rouge à la boutonnière et lui un journal dans la poche gauche de son veston. La famille Brusselmans, vu l'ampleur de la vague d'arrestation s'attend à tout instant à voir débarquer la police allemande. Anne préfère rester un temps inactive, elle signale que c'est elle qui renouera le contact avec le réseau de résistance. Cette entrevue sera à l'origine de la création par le réseau Portemine du Service EVA (pour évasion) qui sera via Anne Brusselmans directement en contact avec le réseau Comète. En octobre 1942 elle est contactée par un ami qui fait du renseignement pour l'Intelligence Service britannique. Il lui propose d'organiser une section de son réseau et de recruter des agents auquel elle donnera des noms de code. Son ami sera donc l'agent XY/A et elle l'agent XY/B. Anne et ses agents à cette époque collectent des informations sensibles qu'Anne transmet à XY/A lors de leur entrevue hebdomadaire. Anne a ainsi trois agents infiltrés dans l'Organisation Todt et recrute une multitude d'agents en prenant bien soin de préserver son anonymat et son adresse. Des nouvelles arrivent de Paris, Andrée De Jongh, la cheffe du Réseau Comète a été arrêtée dans le Sud, le réseau est à nouveau désorganisé. En Avril 1943, le réseau semble à nouveau fonctionnel mais quelque chose semble bizarre. En fait, le passeur qui assure la liaison Bruxelles-Paris est un V-Mann et tout ses contacts et candidats à l'exfiltration ont été arrêtés.
En juin 1943, Micheline Dumon qui tente de reconstruire le réseau renoue le contact avec la famille Brusselmans. Via la baronne Hankar-Solvay, Anne apprend que le réseau est fonctionnel de Paris aux Pyrénées et que quelqu'un en assure la coordination à Paris. Anne poursuit son travail de renseignement et dispose d'agents sur chaque aérodrome allemand, sur chaque point névralgique sur la côte, de La Panne au Zwin. En juillet 1943, Michou est parvenue à renouer le contact avec Jean-François Nothomb à Paris. Le réseau est pleinement opérationnel. Anne est recontactée par René Ponty qui l'informe que 20 pilotes alliés sont cachés à la campagne et attendent de pouvoir rallier Bruxelles pour pouvoir être évacués. Anne accepte à l'unique condition de pouvoir interroger personnellement chacun des pilotes pour s'assurer qu'il n'y a pas d'agent infiltré.
Anne Brusselmans a besoin d'informations sur la manière dont fonctionne le réseau. Elle décide d'aller rencontrer Andrée De Jongh désormais incarcérée à la prison de Saint-Gilles. La collaboration avec Michou s'accentue. Anne interroge désormais tous les aviateurs en terrain neutre avant de les améner chez elle. Elle poursuit également son activité de renseignement n'hésitant pas à loger à l'hôtel en province pour fournir des informations précises aux alliés concernant des stations de DCA allemandes. Les évacuations se poursuivent à un rythme de dix par semaine.
Fin 1943, une nouvelle vague d'arrestation impose à Micheline Dumon de regagner la France, d'abord à Paris et ensuite à Anglet chez les Degreef. Anne décide de renouer elle-même les liens rompus du réseau Comète à Bruxelles. Le réseau de renseignement XY d'Anne connait également une vague d'arrestations début 1944.

#### De janvier à juin 1944
À la mi-janvier 1944 Jacques Le Grelle, Jérôme, et Jean-François Nothomb, Franco, sont arrêtés à Paris, trahis par un agent retourné. Michou remonte du sud jusqu'à Bruxelles avec une fausse carte d'identité belge transmise par Anne par la poste et dit à Anne que la ligne est fonctionnelle de Paris vers le Sud et que si elle peut faire en sorte de trouver des guides pour acheminer les aviateurs alliés sur Paris, ils pourront être pris en charge.
En février, le MI9 fait savoir au réseau qu'il devient trop risqué d'évacuer les aviateurs et qu'il est préférable de les garder jusqu'au débarquement qui ne saurait tarder. Parallèlement, ils commencent à mettre en place des camps clandestins pour héberger ces soldats alliés en Belgique et en France dans le cadre de la Mission Marathon. Anne refuse de les envoyer dans ces camps et continue les exfiltrations avec ses deux guides internationaux, Simone Schreyen et Louise Knops, "Léa". Mais en mai, Micheline Dumon doit se résoudre à regagner l'Angleterre via l'ambassade à Madrid.

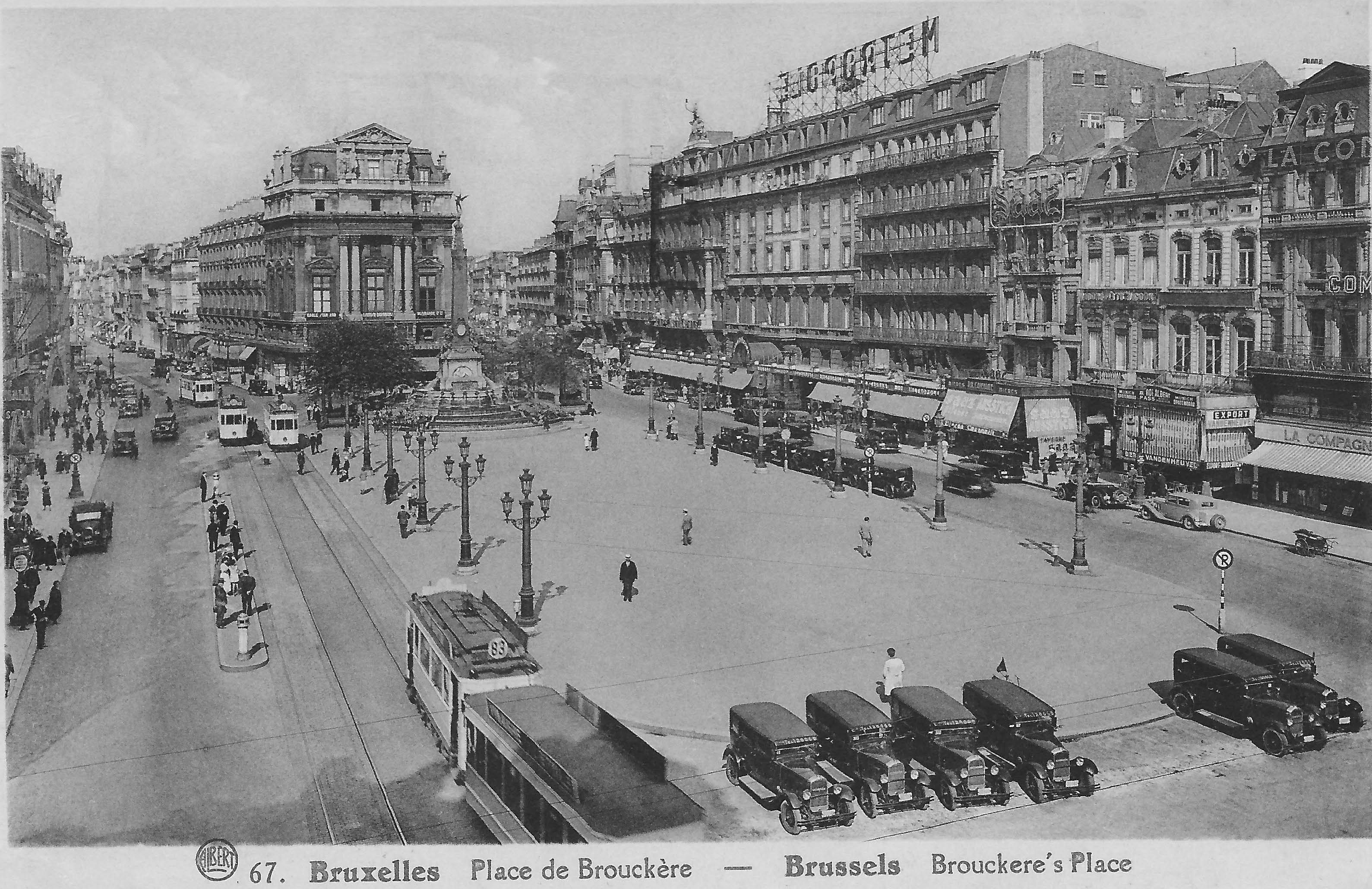
L'Hôtel Métropole à Bruxelles où les aviateurs alliés devaient se faire enregistrer
(photographié ici vers 1935).

Le 6 juin 1944 a lieu le débarquement de Normandie.
Il s'agit désormais de cacher à Bruxelles les aviateurs alliés en attendant l'arrivée des troupes de libération, on en compte par dizaines. Il faut les héberger, les nourrir. Parfois, il faut les déplacer pour des raisons de sécurité. Le 2 septembre 1944, la police allemande frappe à la porte des Brusselmans à deux heures du matin, ils veulent visiter l'appartement, ce qu'il font poliment mais fermement. Arrivés à la dernière pièce, celle de Jacques dans laquelle se trouve également un pilote allié, Anne les invite à éviter d'entrer parce que son fils a la Fièvre typhoïde. Ils tournent les talons et repartent sans demander leur reste. Par chance, c'est le parc de véhicules du bâtiment attenant à l'arrière qui les intéressait.
Le 3 septembre 1944, les Allemands en pleine débâcle incendient le Palais de Justice et quittent Bruxelles tandis qu'arrivent les Britanniques et la Brigade Piron qui libèrent la ville.
Anne Brusselmans conduit plus d'une cinquantaine d'aviateurs alliés à l'Hôtel Métropole pour les faire enregistrer, le 7 septembre 1944. Julien et un ami les convoient alors vers Paris à l'Hôtel Meurice et de là, ils sont emmenés à l'aérodrome du Bourget pour rejoindre ensuite l'Angleterre.

### This is your Life
Le 25 novembre 1957, Eamonn Andrews (en) piège, pour la BBC Anne Brusselmans dans le cadre de son émission This Is Your Life (en). Peter et Sylvia Duncan, les deux biographes d'Anne Brusselmans, l'avaient invitée à Londres pour assister à l'enregistrement d'une émission à laquelle ils participaient. Arrivée sur place dans les studios de la BBC, quelle ne fut pas sa surprise lorsque le présentateur Eamonn Andrews lance sur le plateau « Voici la dame que nous attendons. Madame Anne Brusselmans, This Is Your Life ! » et retrace ensuite ses hauts faits de résistance durant la Seconde Guerre mondiale dont l'action a permis à une centaine d'aviateurs alliés hébergés par ses soins ou pour un tiers d'entre eux, directement chez elle, de regagner l'Angleterre. Plusieurs d'entre eux étaient également invités ainsi que le pasteur Mathieu Schyns qui l'avait recrutée en 1940,.
Le 12 octobre 1958, elle prendra part à un jeu télévisé : I've Got a Secret (en).

### Résidente américaine et décès

Ronald Reagan au téléphone en 1987 (ici avec Margaret Thatcher).

En 1980, désormais veuve, elle souhaite obtenir le statut de résidente permanente aux États-Unis où vit sa fille, Yvonne Daley-Brusselmans, mais elle n'entre dans aucune catégorie et l'administration américaine n'en veut rien entendre. Anne Brusselmans s'installe alors au Canada qui lui accorde immédiatement, en raison des services rendus au pays durant la Seconde Guerre mondiale, le droit de résider. Elle faisait alors le voyage pour habiter chez sa fille mais ne pouvait y résider que six mois par an. En 1986, Anne Brusselmans fait une attaque cardiaque et ne peut plus effectuer de déplacement. L'administration américaine ne change pas de position.
Au début de l'année suivante, le Service de l'immigration et de la naturalisation accepte finalement de placer le dossier en « procédure différée », ceci signifiait qu'elle n'obtiendrait pas le statut de résidente permanente mais qu'elle pouvait habiter indéfiniment chez sa fille à Clearwater en Floride parce que l'affaire ne sera jamais poursuivie par l'administration. Le Président des États-Unis, Ronald Reagan, téléphone directement à Anne Brusselmans qui n'en revient pas : « Il m'a simplement dit qu'il était le président Reagan et qu'il voulait me dire qu'après avoir renvoyé tant de garçons chez eux aux États-Unis, il pensait que je devrais pouvoir vivre ici. »,
Le 29 juin 1993, à la suite d'une chute plus tôt ce même mois, elle meurt de complications cardiaques à Gainesville, en Géorgie âgée de 88 ans.

## Reconnaissances
- Ordre de l'Empire britannique à titre civil
- Croix de guerre belge 1940-1945 avec palme ;
- Médaille de la Liberté avec palme d'argent (États-Unis) ;
- Adjudant ARA[27]